# Merched, Raichur
Merched là một làng thuộc tehsil Raichur, huyện Raichur, bang Karnataka, Ấn Độ.